# شاه دزد (فیلم)
شاه دزد 
(به تلوگویی: Takkari Donga) یا دزد حیله‌گر (به انگلیسی: Sly Thief) فیلمی هندی محصول سال ۲۰۰۲ و به کارگردانی جایانات سی. پرانجی است. در این فیلم بازیگرانی همچون ماهش بابو، لیسا ری، بیپاشا باسو و راهول دو ایفای نقش کرده‌اند.